# جيانفرانكو فيريرو
جيانفرانكو فيريرو (بالإسبانية: Gianfranco Ferrero)‏ (6 يونيو 1995 في الأرجنتين - ) هو لاعب كرة قدم أرجنتيني في مركز الوسط.

## وصلات خارجية
- جيانفرانكو فيريرو على موقع قاعدة بيانات كرة القدم.إي يو (الإنجليزية)
- جيانفرانكو فيريرو على موقع Soccerway.com (الإنجليزية)